# Michael Glöckner
Michael Glöckner (ur. 27 maja 1969 w Ehingen) – niemiecki kolarz torowy i szosowy, mistrz olimpijski oraz trzykrotny medalista torowych mistrzostw świata.

## Kariera
Pierwszy sukces w karierze Michael Glöckner osiągnął w 1988 roku, kiedy zdobył brązowy medal mistrzostw kraju w indywidualnym wyścigu na dochodzenie. Dwa lata później, podczas mistrzostw świata w Maebashi w 1990 roku wspólnie z Andreasem Walzerem, Stefanem Steinwegiem i Erikiem Weispfennigiem wywalczył srebrny medal w drużynowym wyścigu na dochodzenie. W tej samej konkurencji razem z Walzerem, Steinwegiem i Jensem Lehmannem zwyciężył na mistrzostwach świata w Stuttgarcie w 1991 roku. W takim składzie Niemcy byli najlepsi również na igrzyskach olimpijskich w Barcelonie w 1992 roku. Ponadto Glöckner czterokrotnie zdobywał złote medale mistrzostw kraju, a w 1990 roku był trzeci na szosowych mistrzostwach Niemiec.